# Papirus Oxyrhynchus 1779
Papirus Oxyrhynchus 1779, oznaczany skrótem P.Oxy.XV 1779 – fragment greckiego rękopisu Septuaginty spisany na papirusie, w formie kodeksu. Jest jednym z rękopisów odkrytych w Oksyrynchos, został skatalogowany pod numerem 1779. Paleograficznie datowany jest na III wiek n.e. Zawiera fragment Psalmu 1:4-6. Fragment ten został opublikowany w 1922 roku przez Bernarda P. Grenfella i Artura S. Hunta w The Oxyrhynchus Papyri, część XV.
Manuskrypt został napisany na papirusie, w formie miniaturowego kodeksu. Zachowała się jedna kompletna karta. Rozmiary rękopisu wynoszą 11,5 na 7,7 cm. Fragment zawiera 17 linijek tekstu na dwóch stronach. Fragment ten jest oznaczany również numerem 2073 na liście rękopisów Septuaginty według klasyfikacji Alfreda Rahlfsa. Obecnie rękopis przechowywany jest w United Theological Seminary w Dayton (P. Oxy. 1779).